# A buddhizmus kulturális jegyei
A buddhizmus kulturális jegyei országonként és régiónként változnak.

## Buddhista fesztiválok és megemlékezések
- Vészák[1]
- Aszalha púdzsá[2]
- Mágha púdzsá[3]
- Vassza[4]
- Pavarana[5]
- Kathina[6]
- Upószatha[7]

## Buddhista konyhaművészet
- Buddhista konyhaművészet
- Buddhista vegetarianizmus

## Buddhista művészet
- Buddhista művészet
- Buddhista szimbolizmus
  - Dharmacsakra
  - Buddha lábnyoma
  - Buddharúpa
  - Buddha fizikai jellemzői
- Anikonizmus a buddhizmusban
- Buddharúpa
- Gautama Buddha ikonográfiája Laoszban és Thaiföldön
- Gréko-Buddhista művészet
- Gandhára művészete
- Japán művészete
- Japán buddhista művészet
- Japán buddhista építészet
- Japán teaszertartás
- Japánkert
- Buddhista építészet
- Buddhista zene
  - Honkjoku
  - Buddhista kántálás
    - Sómjó
    - Torokéneklés
- Buddhista imafüzér

## Buddhista nézetek
- Buddhizmus és az abortusz
- Buddhizmus és a test
- Buddhista gazdaság
- Buddhista etika
- Buddhizmus és az eutanázia
- Humanista buddhizmus
- Az emberi lény a buddhizmusban
- Buddhista szocializmus
- Buddhista vegetarianizmus
- Buddhizmus és a szexuális irányultság
- A házasság buddhista nézete
- Nők a buddhizmusban

## Buddhista intézmények
- Buddhista szerzetesség
- Buddhista tanácskozások
- Bhikkhu (szerzetes)
- Bhikkhuni (apáca)
- Upászaka (férfi világi buddhista)
- Upásziká (női világi buddhista)
- Srámanera (fiú növendék)
- Srámanerí (lány növendék)
- Tibeti buddhizmus
  - Láma
  - Rinpocse
  - Tulku